# 산무시
산무시(일본어: 山武市)는 일본 지바현 북동부에 있는 시이다.

## 개요
2006년 3월에 산부군(山武郡)에 소속했던 나루토정(成東町), 산부정(山武町), 마쓰오정(松尾町), 하스누마촌(蓮沼村)이 통합하여 인구 약 6만 명의 시로 발족했다. 시 이름인 "산무"는 산부군의 옛날 이름이다.

## 지리
현청 소재지인 지바시와 나리타 국제공항까지 약 10~30km 거리에 있고, 남동쪽은 태평양과 접한다. 약 60km에 걸쳐 모래사장이 계속되는 구주쿠리하마 해안(九十九里浜)의 거의 중앙에 위치하며 여름에는 해수욕장이 개장한다.

## 인접한 자치체
- 도가네시
- 야치마타시
- 도미사토시
- 산부군 구주쿠리정, 시바야마정, 요코시바히카리정

## 역사
- 2006년 3월 27일 - 나루토정(成東町), 산부정(山武町), 마쓰오정(松尾町), 하스누마촌(蓮沼村)이 통합하여 산무시가 성립하였다.

## 교통

### 철도
- 동일본 여객철도
  - 소부 본선
    - 휴가역 - 나루토역 - 마쓰오역

  - 도가네선
    - 나루토역

### 도로
- 지바 도가네 도로
- 조시 연락도로
- 국도 126호선

## 인구
| 연도 | 인구   | ±%     |
| ---- | ------ | ------ |
| 1950 | 51,032 | —      |
| 1960 | 46,055 | −9.8%  |
| 1970 | 42,377 | −8.0%  |
| 1980 | 43,954 | +3.7%  |
| 1990 | 50,692 | +15.3% |
| 2000 | 60,614 | +19.6% |
| 2010 | 56,086 | −7.5%  |